# Mandragora (komedie)
Mandragora (italsky Mandragola) Niccolò Machiavelliho (napsaná mezi lety 1512 a 1520, poprvé vytištěna 1524) je uznávaná satirická divadelní hra, patřící k žánru tzv. commedia erudita, neboli „vzdělaná komedie“. Tento pojem se používá pro odlišení od improvizovaných lidových commedie dell´arte. Tématem této dodnes hrané komedie je zkaženost v italské společnosti. Hra si bere na mušku lidskou hloupost a pověrčivost. Machiavelli ji psal v době, kdy byl nucen žít v exilu, jelikož byl podezřelý ze spiknutí proti vládnoucímu rodu Medicejských. Příběh je údajně založen na skutečné události z roku 1504.

## Děj
Kalimach touží strávit noc s Lucrezií, mladou a krásnou manželkou postaršího hlupáka Mikula, který touží po synovi a dědicovi. Lišácký sluha Ligur přiměje Kalimacha, aby se přestrojil za doktora a pak přesvědčil Mikula, aby podal Lucrezii mandragoru pro zvýšení její plodnosti. Připojí k němu však varování, že mandragora nepochybně zahubí prvního muže, který se s ní bude milovat. Kalimach navrhne Mikulovi, že by pro jeho účel mohl najít náhodného hlupáka. Lucrezia je nakonec přesvědčena a aby vyhověla přání manžela, povolí Kalimachovi strávit s ní noc. Poté se stane jeho dlouhodobou milenkou.

## Moderní oživení a adaptace

### Film
V roce 1965 vznikla italská filmová verze, kterou napsal a režíroval Alberto Lattuada.
V roce 2008 byla natočena další filmová adaptace s názvem The Mandrake Root. Adaptaci a režii měl na starosti Malachi Bogdanov, a natáčení probíhalo v Sassari na Sardinii. Film produkovala European Drama Network a byl natočen v angličtině s menšími částmi v italštině. Dějově se věrně drží původního příběhu. Film byl nominován na cenu Best Drama of 2008 (česky: Nejlepší drama roku 2008) v rámci Royal Television Society Awards Midlands.

## České překlady
- MACHIAVELLI, Niccolò. Mandragora; Belfagor. 3. vyd. Praha: SNKLHU, 1956. 151, [3] s. Světová četba; Sv. 122. [Spolu s komedií „Mandragora" svazek obsahuje i Machiavelliho novelu „Belfagor".]